# Running Scared (2006)
Running Scared ist ein Action-Thriller aus dem Jahr 2006, produziert von New Line Cinema. In der Hauptrolle ist Paul Walker zu sehen. Sein Kinostart in den Vereinigten Staaten war am 24. Februar 2006, der deutsche erfolgte am 13. April 2006.

## Handlung
Gangster Joey Gazelle soll im Auftrag der Mafiafamilie Perello eine Mordwaffe entsorgen, mit der Stunden zuvor zwei korrupte Polizisten umgebracht wurden. Die Mordwaffe versteckt er bei sich im Haus. Dabei wird Gazelle jedoch von seinem zehnjährigen Sohn Nicky und dessen Freund Oleg beobachtet. Letzterer stiehlt die Waffe und verletzt damit seinen gewalttätigen Stiefvater Anzor Yugorsky, den Neffen eines russischen Gangsterbosses. Bevor die Polizei auftaucht hat Joey alle Hände voll damit zu tun, die Projektile vor der Spurensicherung zu finden. Joey macht sich auf die Suche nach dem Jungen, der sich auf der Flucht befindet. Auf seiner Suche trifft er parallel zu seiner Frau jede Menge skurrile Personen, die alle ein anderes dunkles Geheimnis haben.
Zunächst versteckt sich Oleg in einem verlassenen Freizeitpark, wo er von zwei Drogendealern bedroht wird. Er kann jedoch entkommen und beobachtet danach, wie der brutale Zuhälter Lester die Prostituierte Divina schlägt und mit einem Messer attackiert. Oleg richtet seine Waffe auf Lester und Divina kann den Zuhälter niederschlagen. Aus Dankbarkeit und Mitleid mit dem verängstigten Oleg nimmt Divina den Jungen mit in ein Diner und spendiert ihm eine Mahlzeit. In diesem Diner trifft sich zur gleichen Zeit Joey mit seinen Auftraggebern, während Nicky draußen wartet. Als Nicky Oleg entdeckt, treffen sich die beiden Jungen heimlich auf der Toilette und verstecken die Waffe in einem Spülkasten.
Kurz darauf werden Oleg und Divina von der Polizei aufgegriffen, während Joey erkennt, dass Nicky etwas vor ihm verheimlicht. Er bringt aus seinem Sohn das Geständnis heraus, dass die Waffe auf der Toilette des Diners versteckt ist.
Auf dem Polizeirevier verlangt der korrupte Polizist Rydell derweil von Anzor, dass er Oleg dazu bringt, das Versteck der Waffe zu verraten und zu gestehen, woher er die Waffe hat. Anzor nimmt Oleg dazu in ein Eiscafé mit.
Währenddessen suchen Joey und Nicky nach der Waffe, doch diese befindet sich nicht mehr in dem Spülkasten. Joey vermutet, dass die Putzkraft Manny die Waffe an sich genommen hat.
Oleg weigert sich, Anzor die Wahrheit über die Waffe zu sagen, und flieht vor seinem Stiefvater. Er versteckt sich in einem Auto auf dem Parkplatz, in dem sich bereits zwei andere Kinder befinden. Das Auto gehört einem seltsamen Ehepaar, das Oleg mitnimmt. In der Wohnung des Paares erkennt Oleg bald, dass diese offenbar Kinder sexuell missbrauchen und dabei Kinderpornos drehen. Es gelingt ihm, sich im Badezimmer einzuschließen und über ein Handy Joeys Ehefrau Teresa anzurufen. Als Teresa in der Wohnung eintrifft, findet sie zunächst weder Oleg, noch Beweise für die Verbrechen des Ehepaars. Doch bald stößt sie auf Ungereimtheiten und bedroht das Paar mit einer Waffe. Sie findet Oleg gefesselt in einem Schrank mit einer Plastiktüte über dem Kopf und kann ihn gerade noch wiederbeleben. Als sie auch noch zahlreiche Videos mit verschiedenen Namen von Kindern, Leichensäcke und Messer findet, erschießt sie das Paar, das wahrscheinlich mehrere Kinder gefoltert und gequält hat, ruft die Polizei und flieht mit Oleg aus der Wohnung. Die zwei anderen Kinder bleiben auf die Polizei wartend zurück.
Joey hat derweil herausgefunden, dass die gesuchte Waffe an den Zuhälter Lester verkauft wurde, der damit die Prostituierte Divina töten will. Joey nimmt Oleg mit, um sich die Waffe zurückzuholen, doch er wird von seinen Auftraggebern, den ursprünglichen Besitzern der Waffe, gestellt. Joey wird Zeuge, wie sein Boss Tommy Perello den korrupten Polizisten Rydell per Handy in eine tödliche Falle lockt. Dann werden Joey und Oleg in eine Eissporthalle gebracht, in der sich Frankie, das Oberhaupt der Familie Perello, sowie Anzor und dessen Onkel befinden. Anzor soll Oleg töten, doch er bringt dies nicht über sich und wird von seinem Onkel erschossen. Joey wird derweil gefoltert und behauptet, er hätte Oleg die Waffe im Auftrag der Perellos gegeben, damit der Junge Anzor tötet und der russischen Mafia einen Schlag versetzt. Es kommt zu einer Schießerei zwischen den beiden Gangsterorganisationen, die nur Joey, Oleg und Frankie überleben. Joey offenbart Frankie, dass er ein Undercover-Cop des FBIs ist, was nicht einmal seine eigene Frau weiß. Dann tötet Joey Frankie.
Nach diesen Ereignissen fährt Joey mit Oleg in einen Diner, um ihm eine Mahlzeit zu spendieren. In diesem Diner taucht der Zuhälter Lester auf und erkennt Oleg. Lester will den Jungen töten, doch Joey stellt sich schützend vor Oleg und wird schwer verwundet. Es gelingt Joey mit letzter Kraft, Oleg nach Hause zu bringen, bevor er in den Armen seiner Frau Teresa scheinbar stirbt. Oleg muss derweil erfahren, dass seine Mutter Selbstmord begangen hat.
Einige Tage später besuchen Teresa, Nicky und Oleg Joeys ehrenvolle Beerdigung. Als sie danach in ihr neues Zuhause zurückkehren, werden sie dort von Joey erwartet, der als Undercovercop der Öffentlichkeit seinen Tod vortäuschen musste, um mit der Abfindung und seiner Familie, zu der nun auch der Adoptivsohn Oleg gehört, ein neues Leben zu beginnen.

## Kritiken
Der Film bekam geteilte Kritiken (40 % auf Rotten Tomatoes; 7,4 bei der Internet Movie Database) und wurde u. a. mit Anthony Manns Winchester ’73 (1950) sowie Quentin Tarantinos Pulp Fiction (1994) verglichen. Er wird im Lexikon des internationalen Films als „düsterer Thriller“ beschrieben:

„Der wie ein modernes, grausames Märchen anmutende Film operiert mit logischen und psychologischen Kurzschlüssen und überzeichneten Figuren, wobei er als ebenso beklemmendes wie galliges Porträt einer aggressiven, korrupten Gesellschaft durchaus beeindruckt.“

## Hintergrund
Die Dreharbeiten fanden in New Jersey und in Prag statt. Bei einem Budget von 15 Mio. US-Dollar spielte Running Scared in den Vereinigten Staaten 6,9 Mio. bzw. im Rest der Welt 2,5 Mio. US-Dollar ein.
In der englischen Originalfassung des Films ist laut einer Statistik der Zeitschrift TV Movie 328-mal das Wort Fuck (engl.: Scheiße) zu hören, was laut der MPAA auch erheblich zur US-amerikanischen R-Altersfreigabe beitrug.